# José Escobar (Leichtathlet, 1991)
José Orlando Escobar (* 21. August 1991) ist ein ecuadorianischer Leichtathlet, der sich auf den Speerwurf spezialisiert hat und aktuell Inhaber des Landesrekordes ist.

## Sportliche Laufbahn
Erste Erfahrungen bei internationalen Meisterschaften sammelte José Escobar im Jahr 2009, als er bei den Juniorensüdamerikameisterschaften in São Paulo mit einer Weite von 60,38 m den vierten Platz im Speerwurf belegte. Im Jahr darauf schied er bei den Juniorenweltmeisterschaften im kanadischen Moncton mit 61,72 m in der Qualifikation aus und 2011 erreichte er bei den Südamerikameisterschaften in Buenos Aires mit 61,76 m Rang zehn. 2012 klassierte er sich bei den Ibero-Amerikanischen Meisterschaften in Barquisimeto mit 69,38 m auf dem siebten Platz und anschließend wurde er bei den U23-Südamerikameisterschaften São Paulo mit einem Wurf auf 67,62 m Fünfter. Im Jahr darauf belegte er bei den Südamerikameisterschaften in Cartagena mit 60,78 m den neunten Platz und erreichte anschließend bei den Juegos Bolivarianos in Trujillo mit 66,52 m Rang fünf.
2015 stellte er zu Saisonbeginn in Cuenca mit 74,68 m einen neuen ecuadorianischen Landesrekord im Speerwurf auf und belegte später bei den Südamerikameisterschaften in Lima mit 66,77 m den siebten Platz. Zwei Jahre später klassierte er sich bei den Südamerikameisterschaften in Luque mit 65,62 m auf dem sechsten Platz und erreichte dann bei den Juegos Bolivarianos in Santa Marta mit 70,35 m Rang vier. 2018 nahm er an den Südamerikaspielen in Cochabamba teil und belegte dort mit 66,75 m den sechsten Platz, ehe er bei den Ibero-Amerikanischen Meisterschaften in Trujillo mit 67,90 m auf Rang fünf landete. 2019 wurde er bei den Südamerikameisterschaften in Lima mit 67,06 m Fünfter und 2021 belegte er bei den Südamerikameisterschaften im heimischen Guayaquil mit 72,14 m den vierten Platz. Im Jahr darauf brachte er bei den Juegos Bolivarianos in Valledupar keinen gültigen Versuch zustande und 2023 belegte er bei den Südamerikameisterschaften in São Paulo mit 72,04 m den fünften Platz.
In den Jahren 2009 und 2010 sowie 2021 und 2023 wurde Escobar ecuadorianischer Meister im Speerwurf sowie 2010 auch im Kugelstoßen.

## Persönliche Bestleistungen
- Kugelstoßen: 15,19 m, 20. Mai 2017 in Cuenca
- Speerwurf: 74,68 m, 15. März 2015 in Cuenca (ecuadorianischer Rekord)